# Айн-е-Шейх
Айн-е-Шейх (перс. عين شيخ) — село в Ірані, у дегестані Дейламан, у бахші Дейламан, шагрестані Сіяхкаль остану Ґілян. За даними перепису 2006 року, його населення становило 315 осіб, що проживали у складі 103 сімей.

## Клімат
Середня річна температура становить 9,70 °C, середня максимальна – 24,93 °C, а середня мінімальна – -7,82 °C. Середня річна кількість опадів – 373 мм.
| Клімат поселення                              | Клімат поселення | Клімат поселення | Клімат поселення | Клімат поселення | Клімат поселення | Клімат поселення | Клімат поселення | Клімат поселення | Клімат поселення | Клімат поселення | Клімат поселення | Клімат поселення | Клімат поселення |
| Показник                                      | Січ.             | Лют.             | Бер.             | Квіт.            | Трав.            | Черв.            | Лип.             | Серп.            | Вер.             | Жовт.            | Лист.            | Груд.            |                  |
| Середній максимум, °C                         | 4,05             | 4,83             | 7,63             | 14,16            | 19,26            | 23,66            | 24,93            | 24,92            | 21,54            | 17,99            | 11,39            | 5,57             |                  |
| Середня температура, °C                       | −1,88            | −1,1             | 1,70             | 8,23             | 13,31            | 17,74            | 20,28            | 20,27            | 16,88            | 13,33            | 6,72             | 0,92             |                  |
| Середній мінімум, °C                          | −7,82            | −7,04            | −4,24            | 2,30             | 7,38             | 11,80            | 15,64            | 15,62            | 12,23            | 8,69             | 2,08             | −3,72            |                  |
| Норма опадів, мм                              | 34               | 37               | 59               | 47               | 37               | 12               | 11               | 9                | 13               | 31               | 39               | 44               |                  |
| Середньомісячна швидкість вітру, м/с          | 2.00             | 2.50             | 2.77             | 3.15             | 2.48             | 2.24             | 2.13             | 1.95             | 1.84             | 2.00             | 2.17             | 1.99             |                  |
| Середньомісячна сонячна радіація, кДж/м²·день | 7729             | 10195            | 12698            | 16820            | 20708            | 23519            | 23457            | 20532            | 17463            | 12688            | 9392             | 7410             |                  |
| --------------------------------------------- | ---------------- | ---------------- | ---------------- | ---------------- | ---------------- | ---------------- | ---------------- | ---------------- | ---------------- | ---------------- | ---------------- | ---------------- | ---------------- |
| Джерело:                                      |                  |                  |                  |                  |                  |                  |                  |                  |                  |                  |                  |                  |                  |